# Ekstraliga baseballowa (2018)
Ekstraliga baseballowa 2018 – 34. edycja ekstraligi baseballowej, organizowana przez Polski Związek Baseballu i Softballu. Triumfatorem rozgrywek została Silesia Rybnik.

## Runda zasadnicza
| Lp. | Drużyna           | Mecze | Mecze | Mecze | Punkty | Punkty | Punkty |
| Lp. | Drużyna           | M     | W     | P     | +      | –      | +/–    |
| --- | ----------------- | ----- | ----- | ----- | ------ | ------ | ------ |
| 1.  | Stal Kutno        | 20    | 15    | 5     | 158    | 82     | +76    |
| 2.  | Silesia Rybnik    | 20    | 12    | 8     | 134    | 138    | -4     |
| 3.  | Dęby Osielsko     | 20    | 12    | 8     | 136    | 99     | +37    |
| 4.  | Barons Wrocław    | 20    | 11    | 9     | 125    | 85     | +40    |
| 5.  | Centaury Warszawa | 20    | 9     | 11    | 126    | 126    | 0      |
| 6.  | Gepardy Żory      | 20    | 1     | 19    | 40     | 189    | -149   |

|  | Awans do rundy play-off |

### Wyniki
| Gospodarz/Gość    | KUT  | RYB   | OSI   | WRO  | WAR  | ŻOR  |
| ----------------- | ---- | ----- | ----- | ---- | ---- | ---- |
| Stal Kutno        | —    | 3:5   | 10:15 | 6:3  | 11:0 | 11:3 |
| Stal Kutno        | —    | 5:4   | 5:9   | 6:5  | 9:0  | 4:6  |
| Silesia Rybnik    | 5:4  | —     | 0:12  | 7:10 | 7:0  | 10:4 |
| Silesia Rybnik    | 6:4  | —     | 6:18  | 7:16 | 8:3  | 3:4  |
| Dęby Osielsko     | 6:5  | 2:6   | —     | 1:12 | 10:0 | 4:2  |
| Dęby Osielsko     | 3:9  | 10:1  | —     | 0:4  | 7:1  | 8:3  |
| Barons Wrocław    | 1:12 | 2:12  | 9:5   | —    | 15:2 | 3:2  |
| Barons Wrocław    | 8:1  | 3:7   | 1:3   | —    | 6:0  | 4:3  |
| Centaury Warszawa | 7:18 | 14:15 | 6:11  | 3:10 | —    | 6:4  |
| Centaury Warszawa | 3:2  | 6:5   | 12:5  | 2:3  | —    | 6:4  |
| Gepardy Żory      | 0:14 | 2:4   | 3:10  | 2:9  | 1:22 | —    |
| Gepardy Żory      | 0:8  | 5:7   | 12:2  | 0:16 | 1:12 | —    |

Źródła: 

## Runda play-off
|  |           |                |           |                   |   |       |            |       |
|  | Półfinały | Półfinały      | Półfinały |                   |   | Finał | Finał      | Finał |
|  | Półfinały | Półfinały      | Półfinały |                   |   | Finał | Finał      | Finał |
|  |           |                |           |                   |   |       |            |       |
|  |           |                |           |                   |   |       |            |       |
|  | 1         | Stal Kutno     | 3         |                   |   |       |            |       |
|  | 1         | Stal Kutno     | 3         |                   |   |       |            |       |
|  | 4         | Barons Wrocław | 0         |                   |   |       |            |       |
|  | 4         | Barons Wrocław | 0         |                   |   | 1     | Stal Kutno | 0     |
|  |           |                |           |                   |   | 1     | Stal Kutno | 0     |
|  |           |                | 2         | Silesia Rybnik    | 3 |       |            |       |
|  | 2         | Silesia Rybnik | 2         | Silesia Rybnik    | 3 | 3     |            |       |
|  | 2         | Silesia Rybnik |           |                   |   |       |            |       |
|  | 3         | Dęby Osielsko  | 0         |                   |   |       |            |       |
|  | 3         | Dęby Osielsko  | 0         | Mecz o 3. miejsce |   |       |            |       |
|  |           |                |           |                   |   |       |            |       |
|  |           |                |           |                   |   |       |            |       |
|  |           |                |           |                   |   |       |            |       |
|  | 3         | Dęby Osielsko  | 2         |                   |   |       |            |       |
|  | 3         | Dęby Osielsko  | 2         |                   |   |       |            |       |
|  | 4         | Barons Wrocław | 0         |                   |   |       |            |       |
|  | 4         | Barons Wrocław | 0         |                   |   |       |            |       |

### Półfinały
Stal Kutno vs Barons Wrocław
| Data       | Gospodarz      | Wynik | Gość           | Przypisy |
| ---------- | -------------- | ----- | -------------- | -------- |
| 01.09.2018 | Stal Kutno     | 15:5  | Barons Wrocław | [ 14 ]   |
| 02.09.2018 | Stal Kutno     | 8:0   | Barons Wrocław | [ 14 ]   |
| 08.09.2018 | Barons Wrocław | 4:8   | Stal Kutno     | [ 15 ]   |

Dęby Osielsko vs Silesia Rybnik
| Data       | Gospodarz      | Wynik | Gość           | Przypisy |
| ---------- | -------------- | ----- | -------------- | -------- |
| 01.09.2018 | Dęby Osielsko  | 1:2   | Silesia Rybnik | [ 14 ]   |
| 02.09.2018 | Dęby Osielsko  | 2:7   | Silesia Rybnik | [ 14 ]   |
| 08.09.2018 | Silesia Rybnik | 4:3   | Dęby Osielsko  | [ 16 ]   |

### Mecz o 3. miejsce
| Data       | Gospodarz     | Wynik | Gość           | Przypis |
| ---------- | ------------- | ----- | -------------- | ------- |
| 22.09.2018 | Dęby Osielsko | 6:3   | Barons Wrocław | [ 17 ]  |
| 23.09.2018 | Dęby Osielsko | 14:11 | Barons Wrocław | [ 17 ]  |

### Finał
| Data       | Gospodarz      | Wynik | Gość           | Przypis |
| ---------- | -------------- | ----- | -------------- | ------- |
| 15.09.2018 | Stal Kutno     | 11:14 | Silesia Rybnik | [ 18 ]  |
| 16.09.2018 | Stal Kutno     | 3:5   | Silesia Rybnik | [ 18 ]  |
| 22.09.2018 | Silesia Rybnik | 10:5  | Stal Kutno     | [ 17 ]  |

| Mistrz Polski 2018 Zwycięzcy |
| ---------------------------- |
| Silesia Rybnik 5. Tytuł      |